# 毛白饭树
毛白饭树（学名：Flueggea acicularis）是叶下珠科白饭树属的植物，为中国的特有植物。分布于中国大陆的湖北、四川、云南等地，生长于海拔300米至400米的地区，一般生长在山地灌丛中，目前尚未由人工引种栽培。

## 别名
巴东叶底珠（拉汉种子植物名称）